# Петрович, Наташа
Наташа Петрович (макед. Наташа Петровиќ; род. 31 августа 1988, Штип, СФРЮ) — северомакедонская актриса театра и кино.

## Биография
Петрович дебютировала на экране с небольшой ролью в фильме «Тени», македонском фильме 2007 года режиссёра Милчо Манчевского. В 2009 году она получила главную роль в ирландском фильме «Как будто меня там нет» режиссёра Хуаниты Уилсон, премьера которого состоялась в 2010 году. Хотя большая часть фильма снята на сербохорватском языке, он был выбран в качестве заявки Ирландии на лучший фильм на иностранном языке на 84-й церемонии вручения премии «Оскар». Фильм «Как будто меня там нет» собрали положительные отзывы, в то время как личное выступление Петрович принесло ей награду Международного кинофестиваля в Сиэтле за «лучшую женскую роль», а также Ирландская премия кино и телевидения за «лучшую международную женскую роль» и премия миланского Международного кинофестиваля за «лучшую женскую роль».
На 61—м Берлинском международном кинофестивале Петрович был одним из десяти европейских актёров, включая Андреа Райзборо, Клару Лаго, Александра Фелинга и Донала Глисона, которые были представлены на премию «Shooting Stars Award» Европейской киноакадемией. Американский журнал «Variety» также назвал её одной из самых многообещающих актрис современности. В 2011 году Петрович дебютировала на сцене в роли Селимы в «Мизантропе» Мольера. В том же году она сыграла Эликию в «Звуке хрустящих костей» Сюзанны Лебо The same year, she played Elikia in The Sound of Cracking Bones by Suzanne Lebeau.